# Vandløb i USA
Vandløb i USA er en liste over større floder i USA, inklusive floder som krydser eller tangerer grænsen til Canada, ordnet efter hvilket afvandingsområde de tilhører og efter længde. Floder der er mere end 500 kilometer lange er medregnet.
Floderne i USA omfatter nogle af verdens længste flodsystemer. USAs geologiske historie har skabt en stort mangfoldighed af landskabs- og vandløbstyper. Det geologisk stabile centralområde domineres helt af Mississippi-bækkenet, som med sit afvandingsområde på 3,2 millioner km² afvander en tredjedel af landets areal. Medtager man floderne som løber ud i Mexicanske Golf inklusive floderne i Texas, udgør dette sydvendte afvandingsområde mere end det halve af USAs areal. Bækkenet er fladt og præget af løsmasser som er aflejret fra floderne, faldhøjden er lav og har ikke potentiale for vandkraft.
På østkysten præges landskabet af den kaledonske bjergkæde, hvor det laurentiske kontinent stødte sammen med dagens Nordeuropa og skabte tætte foldestrukturer som løber fra sydvest til nordøst. Foldningen styrer flodløbenes retning, og floderne er korte. I nordøst udgør St. Lawrence-bækkenet en undtagelse fra de geologiske hovedmønstre – dette østgående flodsystem opstod da enorme mængder smeltevand i Lake Agassiz brød igennem de smeltende ismasser under yngre dryas for snart 13.000 år siden, og gravede sig ud til Nordatlanten. Ud over at nedkøle verdens klima og forstyrre Golfstrømmen, skabte hændelsen St. Lawrencefloden med et af verdens yngste, men stabile nedbørsområder på godt 1 million km².
I vest ligger et af verdens største højlande mellem Rocky Mountains og Sierra Nevada, med rum for lange, men ganske vandfattige floder med store afvandingsområder. De store højdeforskelle skaber her store potentialer for vandkraft, som man ikke ser andre steder i landet. De nordgående floder til Hudsonbugten ligger hovedsageligt på den canadiske side af grænsen.

## Floder ordnet efter nedbørsområder
Listen går fra den Californiske Bugt i sydvest og med uret til den Mexicanske Golf i sydøst. Mississippi-Missouri regnes her som én flod, men floderne Mississippi og Missouri er også inkluderet i listen. Bifloder til canadiske floder som munder ud i Canada, står i kursiv. Vigtige floder som i denne liste også har opgivet en eller flere underordnede bifloder , står i fede typer.

### Colorado (fra nord mod syd)
- Colorado River – 2.330 km
  - Green River – 1.160 km
  - San Juan River – 640 km
  - Little Colorado River – 507 km
  - Gila River – 1.044 km

### Stillehavet (fra syd mod nord)
- San Joaquin River – 530 km
- Sacramento River – 1.110 km
- Columbia River – 2.000 km
  - Pend Oreille River – 209 km
    - Clark Fork River - 500 km

  - Snake River – 1.670 km
    - Salmon River – 684 km

  - John Day River – 452 km
  - Deschutes River – 406 km
- Bear River – 560 km[1]
- Humboldt River – 480 km[2]
- Stikine River – 610 km
- Copper River – 475 km
- Susitna River – 504 km
- Kuskokwim River – 1.050 km
- Yukonfloden – 3.700 km
  - Tanana River – 915 km
  - Nowitna River – 455 km
  - Porcupine River – 915 km
  - Koyukuk River – 805 km
  - Innoko River – 805 km
- Kobuk River – 475 km
- Noatak River – 684 km
- Colville River – 560 km

### Hudsonbugten
- Red River of the North – 877 km
  - Bois de Sioux River,
  - Wild Rice River,
  - Sheyenne River,
  - Turtle River,
  - Pembina River,
  - Otter Tail River,
  - Buffalo River,
  - Wild Rice River, Minnesota
- Rainy River – 137 km

### St. Lawrence-bækkenet (fra vest mod øst)
- St. Lawrence – 1 197 km
  - Saint Louis River – 288 km
  - St. Marys River – 120 km
  - Cuyahoga River – 160 km
  - Grand River – 420 km
  - Detroit-floden – 51 km
    - St. Clair River

  - Niagara-floden – 58 km

### Atlanterhavet (fra nord mod syd)
- Hudson River – 507 km
- Connecticut River – 655 km
- Delaware River – 579 km
- Susquehanna River – 715 km
- Potomac River – 1.070 km
- James River – 660 km
- Roanoke River – 710 km
- Pee Dee River – 690 km
- Santee River – 708 km
- Savannah River – 560 km
- Altamaha River – 220 km
- St. Johns River – 500 km

### Mexicanske Golf (fra øst mod vest)
- Chattahoochee River – 800 km
- Mobile-Alabama-Coosa River – 1.200 km
  - Mobile River
  - Alabama River
  - Coosa River
- Pascagoula River – 470 km
- Pearl River – 781 km
- Mississippi-floden – 3 770 km
  - Minnesota River – 534 km
  - Wisconsinfloden – 692 km
  - Kaskaskia River – 515 km
  - Iowa River – 529 km
    - Cedar River – 483 km

  - Ohio River – 1.579 km
    - Wabash River – 764 km
    - Scioto River – 372 km
    - Alleghenyfloden – 523 km
    - Kanawha River – 661 km
    - Licking River – 515 km
    - Kentucky River – 618 km
    - Green River – 595 km
    - Cumberland River – 1.107 km

  - Tennessee River – 1.049 km
  - Big Black River – 531 km
  - Des Moines River – 845 km
  - Missouri-floden – 4 090 km
    - Musselshell River – 470 km
    - Milk River – 1.173 km
    - Yellowstone River – 1.080 km
      - Bighorn River – 742 km
      - Powder River – 604 km

    - Little Missouri River – 901 km
    - Cheyenne River – 475 km
    - White River, South Dakota – 523 km
    - Niobrara River – 692 km
    - James River – 1.143 km
    - Big Sioux River – 470 km
    - Platte River – 499 / 1.593 km
      - North Platte River – 1.090 km
      - South Platte River – 720 km

    - Kansas River – 1.196 km
      - Smoky Hill River – 901 km
        - Solomon River – 448 km

      - Republican River – 679 km

    - Osage River – 580 km
    - St. Francis River – 700 km

  - White River – 1.162 km
  - Arkansas River – 2.348 km
    - Neosho River – 740 km
    - Cimarron River – 1.123 km
    - Canadian River – 1.248 km
      - North Canadian River – 708 km

  - Red River – 2.190 km
    - Ouachita River – 974 km
    - Washita River – 720 km
- Sabine River – 893 km
- Neches River – 669 km
- Trinity River – 1.140 km
- Brazos River – 1.350 km
- Colorado – 1.439 km
- Nueces River – 507 km
- Rio Grande – 3.034 km
  - Pecos River – 1.490 km

## Floder i USA efter længde
Listen nedenfor viser alle USAs floder og bifloder af mere end 500 km's længde. Floderne er rangeret i USA («Rang nat.») og globalt («Rang globalt») målt efter længde (km), og med angivelse af vandløbets afvandingsområde (km²). Mississippi-Missouri-floden regnes her som én flod som er rangeret globalt. Floderne Mississippi og Missouri er også inkluderet i listen med selvstændig rangering nationalt. Disse to floder er desuden opgivet med den globale rangering de ville haft hvis de blev målt hver for sig. Det samme gælder Alabama-Coosa, Kansas-Republican River, og North/South Platte.
Med afvandingsområde menes det areal som bliver afvandet (nedbørsområdet) af floden inklusive bifloder. Hovedfloder står opført i fede typer, mens bifloder står opført i kursiv. Længde angiver normalt total længde af flodsystemet, men mange er sammensat af forskellige floder hvor hovedfloden nogle gange kun udgør den (nederste) del af hele flodløbet – her er disse da opgivet med længden af hele flodsystemet.
- Rubrikken «Løber i (delstat)» indeholder den standard bogstavkode alle USAs stater benytter.

(se evt. denne tabel).
| Rang nat. | Rang global | Navn                               | Længde (km) | Afvandingsområde (km²) | Udmunding          | Løber i (delstat)                      |
| --------- | ----------- | ---------------------------------- | ----------- | ---------------------- | ------------------ | -------------------------------------- |
| 1         | 4           | Mississippi-floden-Missouri-floden | 6.300       | 3.225.000              | Mexicanske Golf    |                                        |
| 1         | 14          | Missouri-floden                    | 4.090       | 1371000                | Mississippi-floden | MT, ND, SD, NE, IA, KS, MO             |
| 2         | 20          | Mississippi-floden                 | 3.730       | 1.854.000              | Mexicanske Golf    | MN, WI, IA, IL, MO, TN, KY, MS, AL, LA |
| 3         | 20          | Yukonfloden                        | 3.700       | 832.700                | Beringstrædet      | Canada, AK                             |
| 4         | 25          | St. Lawrence                       | 3.058       | 1.030.000              | Atlanterhavet      | Canada, NY                             |
| 5         | 26          | Rio Grande                         | 3.034       | 607.965                | Mexicanske Golf    | NM, TX, Mexico                         |
| 6         | 45          | Arkansas River                     | 2.348       | 505.000                | Mississippi-floden | CO, KS, OK, AR                         |
| 7         | 51          | Colorado River                     | 2.333       | 629.100                | Stillehavet        | CO, AZ, Mexico                         |
| 8         | 52          | Columbia River                     | 2.250       | 668.200                | Stillehavet        | Canada, WA, OR                         |
| 9         | 54          | Red River                          | 2.190       | 169.890                | Mississippi-floden | TX, OK, AR, LA                         |
| 10        | 73          | Snake River                        | 1.670       | 280.000                | Columbia River     | WY, ID                                 |
| 11        | 82          | Platte River                       | 1.593       | 233,100                | Missouri-floden    | CO, WY, NE                             |
| 11        | 87          | Ohio River                         | 1.579       | 490.601                | Mississippi-floden | PA, WV, OH, KY, IL                     |
| 12        | 90          | Pecos River                        | 1.490       | 115.000                | Rio Grande         | NM, TX                                 |
| 13        | 93          | Colorado, Texas                    | 1.439       | 103.341                | Mexicanske Golf    | TX                                     |
| 14        | 108         | Brazos River                       | 1.350       | 116.000                | Mexicanske Golf    | TX                                     |
| 15        | 122         | Canadian River                     | 1.248       | 122.701                | Arkansas River     | NM, TX, OK                             |
| 16        | 127         | Alabama-Coosa River                | 1.200       | 115.000                | Mexicanske Golf    | GA, AL                                 |
| 17        | 128         | Kansas River-Republican River      | 1.196       | 155.000                | Missouri-floden    | KS                                     |
| 17        | 128         | Milk River                         | 1.173       | 61.642                 | Missouri           | Canada, MT                             |
| 18        | 129         | Green River, Utah                  | 1.160       | 115.903                | Colorado River     | CO                                     |
| 19        | 132         | James River (Dakota)               | 1.143       | 27.020                 | Missouri           | ND, SD                                 |
| 20        | 135         | Trinity River                      | 1.140       | 461.00                 | Mexicanske Golf    | TX                                     |
| 21        | 142         | Cimarron River                     | 1.123       | 46.565                 | Arkansas River     | ND, SD                                 |
| 22        | 145         | Sacramento River                   | 1.110       | 69.930                 | Stillehavet        | CA                                     |
| 23        | 146         | Cumberland River                   | 1.107       | 46.830                 | Ohio River         | KY, TN                                 |
| 24        | 148         | White River, Arkansas              | 1.102       | 71.911                 | Mississippi        | AR, MO                                 |
| 25        | 151         | North Platte River                 | 1.090       | 80.755                 | Platte River       | CO, WY, NE                             |
| 26        | 152         | Yellowstone River                  | 1.080       | 181.300                | Missouri           | MT, WY                                 |
| 27        | 154         | Potomac River                      | 1.070       | 38.000                 | Atlanterhavet      | WV, VA, DC                             |
| 28        | 159         | Kuskokwim River                    | 1.050       | 120.000                | Beringstrædet      | AK                                     |
| 29        | 160         | Tennessee River                    | 1.049       | 105.870                | Mississippi        | TN, AL, MS, KY                         |
| 30        | 162         | Gila River                         | 1.044       | 212.380                | Colorado River     | NM, AZ                                 |
| 31        |             | Ouachita River                     | 974         | 67.000                 | Mississippi        | AR, LA                                 |
| 32        |             | Tanana River                       | 915         | 118.000                | Yukon              | AK                                     |
| 33        |             | Porcupine River                    | 915         | 61.530                 | Yukonfloden        | AK                                     |
| 34        |             | Little Missouri River              | 901         | 13.000                 | Missouri           | WY, MT, ND                             |
| 35        |             | Smoky River                        | 901         | 31.673                 | Kansas River       | KS                                     |
| 36        |             | Sabine River                       | 893         | 25.267                 | Mexicanske Golf    | TX, LA                                 |
| 37        |             | Red River of the North             | 877         | 287.500                | Lake Winnipeg      | MN, ND, Canada                         |
| 38        |             | Pend Oreille River                 | 855         | 64.750                 | Columbia River     | MT, ID, WA                             |
| 39        |             | Des Moines River                   | 845         | 31.080                 | Mississippi        | LA                                     |
| 40        |             | Koyukuk River                      | 805         | 155.400                | Yukon              | AK                                     |
| 41        |             | Innoko River                       | 805         | 6.500                  | Yukonfloden        | AK                                     |
| 42        |             | Chattahoochee River                | 800         | 51.300                 | Mexicanske Golf    | GA, AL, FL                             |
| 43        |             | Pearl River                        | 781         | 22.990                 | Mexicanske Golf    | MS, LA                                 |
| 44        |             | Wabash                             | 764         | 103.500                | Ohio River         | OH, IN, IL                             |
| 45        |             | Altamaha River                     | 755         | 36.260                 | Atlanterhavet      | GA                                     |
| 46        |             | Bighorn River                      | 742         | 135.000                | Yellowstone River  | MT, WY                                 |
| 47        |             | Neosho River                       | 740         | 31.000                 | Arkansas River     | KS, OK                                 |
| 48        |             | South Platte River                 | 720         | 62.738                 | Platte River       | CO, NE                                 |
| 49        |             | Washita River                      | 720         | 23.585                 | Red River          | TX, OK                                 |
| 50        |             | Susquehanna River                  | 715         | 71.225                 | Atlanterhavet      | PA, MD                                 |
| 51        |             | Roanoke River                      | 710         | 25.700                 | Atlanterhavet      | VA, NC                                 |
| 52        |             | North Canadian River               | 708         | 37.738                 | Canadian River     | CO, TX, OK                             |
| 53        |             | Santee River                       | 708         | 64.500                 | Atlanterhavet      | NC, SC                                 |
| 54        |             | St. Francis River                  | 700         | 19.554                 | Mississippi        | MO, MS                                 |
| 55        |             | Wisconsin River                    | 692         | 31.805                 | Mississippi        | WI                                     |
| 56        |             | Niobrara River                     | 692         | 33.700                 | Missouri           | WY, NE                                 |
| 57        |             | Pee Dee River                      | 690         | 19.350                 | Atlanterhavet      | NC, SC                                 |
| 58        |             | Salmon River                       | 684         | 36.260                 | Snake River        | ID                                     |
| 59        |             | Noatak River                       | 684         | 26.300                 | Beringstrædet      | AK                                     |
| 60        |             | Republican River                   | 679         | 64.560                 | Kansas River       | CO, NE, KS                             |
| 61        |             | Neches River                       | 669         | 25.926                 | Mexicanske Golf    | TX                                     |
| 62        |             | Kanawha River - New River          | 661         | 31.691                 | Ohio River         | NC, VA, WV                             |
| 63        |             | James River, Virginia              | 660         | 27.019                 | Atlanterhavet      | VA                                     |
| 64        |             | Connecticut River                  | 655         | 29.100                 | Atlanterhavet      | NH, MA, CT                             |
| 65        |             | San Juan River                     | 640         | 64.560                 | Colorado River     | CO                                     |
| 66        |             | Kentucky River - North Fork        | 618         | 18.000                 | Ohio River         | KY                                     |
| 67        |             | Stikine River                      | 610         | 52.000                 | Stillehavet        | Canada, AK                             |
| 68        |             | Powder River                       | 604         | 59.000                 | Yellowstone River  | WY, MT                                 |
| 69        |             | Green River, Kentucky              | 595         | 24.000                 | Ohio River         | KY                                     |
| 70        |             | Osage River                        | 580         | 39.627                 | Missouri           | KS, MO                                 |
| 71        |             | Bear River                         | 560         | 3.280                  | Great Salt Lake    | WY, ID, UT                             |
| 72        |             | Colville River                     | 560         | 70.000                 | Nordishavet        | AK                                     |
| 73        |             | Minnesota River                    | 534         | 38.205                 | Mississippi        | SD, MN                                 |
| 74        |             | Big Black River                    | 531         | 8.800                  | Mississippi        | MS                                     |
| 75        |             | San Joaquin River                  | 530         | 83.000                 | Stillehavet        | CA                                     |
| 76        |             | Iowa River                         | 529         | 12.110                 | Mississippi        | IA                                     |
| 77        |             | Alleghenyfloden                    | 523         | 29.992                 | Ohio River         | PA                                     |
| 78        |             | White River, South Dakota          | 523         | 26.400                 | Missouri           | NE, SD                                 |
| 79        |             | Kaskaskia River                    | 515         | 14.950                 | Mississippi        | IL                                     |
| 80        |             | Licking River                      | 515         | 9.935                  | Ohio River         | KY                                     |
| 81        |             | Hudson River                       | 507         | 36.260                 | Atlanterhavet      | NY                                     |
| 82        |             | Nueces River                       | 507         | 43.820                 | Mexicogulfen       | TX                                     |
| 83        |             | Little Colorado River              | 507         | 73.160                 | Colorado River     | NM, AZ                                 |
| 84        |             | Susitna River                      | 504         | 52.000                 | Stillehavet        | AK                                     |
| 85        |             | St. Johns River                    | 500         |                        | Atlanterhavet      | FL                                     |